# Центр действия атмосферы
Центр действия атмосферы — область высокого или низкого атмосферного давления, характерная для определённого региона земного шара. Центр действия атмосферы — результат наблюдений преобладания в том или ином регионе высокого давления (антициклонов) или низкого давления (циклонов). Выделяют два типа центра действия атмосферы:
1. Перманентные (постоянные)
2. Сезонные (свойственные определённому времени года).

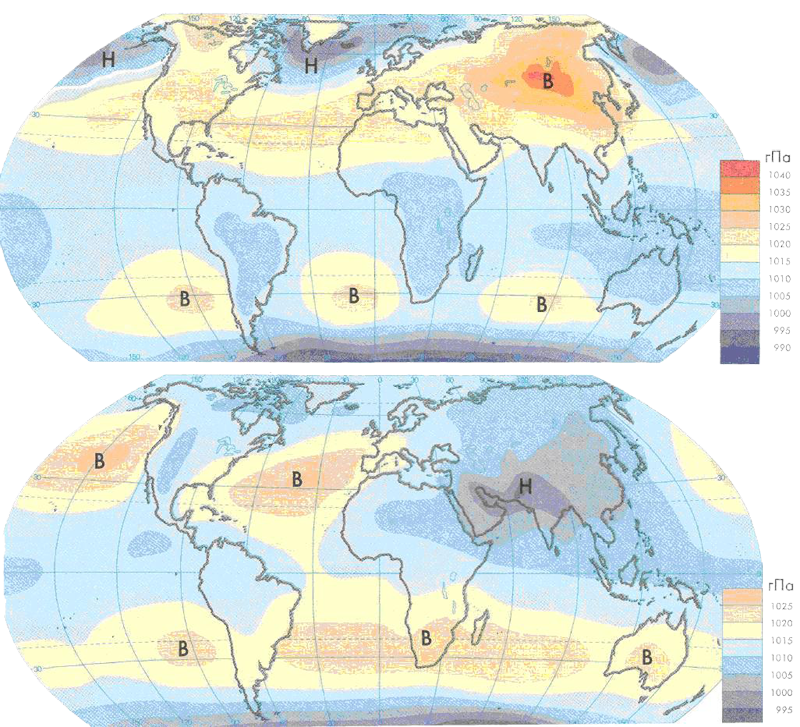
Постоянные центры действия атмосферы

К перманентным центрам действия атмосферы относятся экваториальная депрессия, субтропические антициклоны, океанические депрессии субполярных широт, полярные антициклоны (особенно антарктические). К сезонным — зимние антициклоны и летние депрессии над материками в средних широтах.